# هيروكي موريا
هيروكي موريا (باليابانية: 守屋 宏紀) مواليد 16 أكتوبر 1990 في طوكيو، هو لاعب كرة مضرب ياباني بدأ مسيرته كمحترف سنة 2008 يلعب باليد اليمنى ويحتل حالياً المرتبة رقم. 208 (8 فبراير 2016) في تصنيف رابطة محترفي كرة المضرب. أعلى تصنيف له في الفردي كان المركز الـ 143 في سنة 2015.

## وصلات خارجية
- الموقع الرسمي